# 戰略陰謀：終極獵殺
《戰略陰謀：終極獵殺》（英語：Sniper: Ultimate Kill）是一部2017年美國動作片，由克羅迪歐·費執導，克里斯·霍蒂編劇，查德·麥可·柯林斯、比利·贊恩和湯姆·貝林傑主演。該片為2016年電影《戰略陰謀：神鬼狙擊手》的續集和《戰略陰謀》系列電影的第七部作品，於2017年10月3日在美國以DVD首映的方式發行。
劇情描述布蘭登·貝克二等士官長和長官李察·米勒少校和父親湯瑪士·貝克特等槍砲士官長合作，以共同追捕哥倫比亞大毒梟，同時也得對付致命的狙擊手「魔鬼」。

## 劇情
布蘭登·貝克二等士官長、上司李察·米勒少校和布蘭登的父親湯瑪士·貝克特等槍砲士官長前往哥倫比亞幫助當地緝毒局捉拿大毒梟黑蘇斯·莫拉雷斯的任務，黑蘇斯企圖將毒品走私進入美國。但緝毒局團隊在前往黑蘇斯藏匿地點時卻中了埋伏，死傷慘重，他們也發現外號「魔鬼」的狙擊手正在幫助黑蘇斯，布蘭登還懷疑局裡有內鬼洩漏了行動。在路上被幫派份子襲擊後，布蘭登和凱特從魔鬼的女友那得知了其身份，並在之後陸續殺了莫拉雷斯家族的人，這讓協助他們的中情局探員約翰·山森感到焦慮。
黑蘇斯要求魔鬼殺死布蘭登，魔鬼也與對方兩次交手，其中造成幫助布蘭登和凱特的一名神父喪命。布蘭登和凱特藉此從一名幫派份子手中得知了黑蘇斯的藏匿地點，成功將對方引渡至邁阿密接受審判。但此消息早被洩漏，魔鬼已提前至邁阿密部屬。
在引渡黑蘇斯的途中，魔鬼和一群事先埋伏的幫派份子襲擊該坐駕，但實際上這是個遙控的幌子，黑蘇斯坐在另一輛車上。米勒殺光了幫派份子，布蘭登則利用一枚新型的爆破狙擊彈殺死了魔鬼。山森探員被米勒揭曉是內鬼而被逮捕。行動宣告成功，米勒離去後，貝克向兒子布蘭登表示改天他們能一起去釣魚，最後目送他和凱特離去。

## 演員
- 查德·麥可·柯林斯飾演布蘭登·貝克二等士官長
- 比利·贊恩飾演李察·米勒少校
- 湯姆·貝林傑飾演湯瑪士·貝克特等槍砲士官長（英语：Master Sergeant Brandon Beckett）
- 喬·藍道（英语：Joe Lando）飾演約翰·山森探員（Agent John Samson）
- 丹妮·加西亞（英语：Danay García）飾演凱特·艾斯特拉達（Kate Estrada）
- 安德烈斯·費利佩·卡萊羅（Andrés Felipe Calero）飾演魔鬼／恩里克（El Diablo / Enrique）
- 胡安·塞巴斯汀·卡萊羅（Juan Sebastian Calero）飾演黑蘇斯·莫拉雷斯（Jésus Morales）
- 黛安娜·霍約斯（英语：Diana Hoyos）飾演瑪麗亞·拉莫斯（Maria Ramos）
- 胡安·巴勃羅·甘博亞（Juan Pablo Gamboa）飾演派屈克·沃爾什（Patrick Walsh）

## 外部連結
- 互联网电影数据库（IMDb）上《戰略陰謀：終極獵殺》的资料（英文）